# W Arietis
W Arietis, eller Nova Arietis 1855, var en uppflammande nova i stjärnbilden Väduren. Den upptäcktes 1855 av den norske astronomen Hans Geelmuyden när den nådde magnituden 9,5. Ljusstyrkan understiger numera magnitud 20.